# Víctor Becerra
Pour les articles homonymes, voir Becerra.
Becerra  Castro est un nom espagnol. Le premier nom de famille, en général paternel, est Becerra ; le second, en général maternel, souvent omis, est Castro.
Víctor Ángel Becerra Castro, né le 25 septembre 1972 à Cerinza (Boyacá), est un coureur cycliste colombien. Durant sa carrière, entre 1996 et 2009, il alterne les saisons chez les amateurs et les professionnels.
Le point culminant de carrière est une médaille de bronze remportée aux championnats du monde sur route amateurs en 1995. Lors de la course, il se classe initialement quatrième derrière le coureur équatorien Pedro Álvaro Rodríguez. Ce dernier est contrôlé positif après la course et sa médaille lui est retiré au profit de Becerra.

## Palmarès
- 1993
  - Clásica Club Deportivo Boyacá
- 1995
  - 3e étape de la Clásica de Anapoima
  -  Médaillé de bronze au championnat du monde sur route amateurs
- 1997
  - 3e étape du Clásico RCN
  - Clásica Club Deportivo Boyacá
- 1998
  - 9e étape du Tour de Colombie
- 2000
  - 3e de la Vuelta a Chiriquí
- 2002
  - 1re étape de la Clásica de Anapoima
  - 2e de la Clásica de Anapoima
  -  Médaillé de bronze de la course en ligne aux Jeux sud-américains
- 2004
  - 5e étape de la Vuelta de la Paz
  - 1re étape de la Clásica Club Deportivo Boyacá
  - 2e étape du Doble Copacabana GP Fides
  - 1re étape de la Vuelta al Tolima
  - 2e de la Vuelta al Tolima
  - 2e de la Clásica de Fusagasugá
- 2006
  - 1re étape de la Clásica de Fusagasugá